# Sabino Cannone
Fausto Sabino Cannone (* 17. August 1969 in Mailand) ist ein ehemaliger italienischer Bahnradsportler.
Sabino Cannone war Profi-Radrennfahrer von 1996 bis 2001 und ein Spezialist für Steherrennen. 1997 wurde er in dieser Disziplin Europameister, hinter dem deutschen Schrittmacher Christian Dippel, nachdem er 1996 schon Vierter geworden war. 2000 belegte er bei der Europameisterschaft Rang drei, 2001 wurde er Vize-Europameister, auch jeweils hinter Dippel.